# Liste der Kulturdenkmäler in Waldlaubersheim
In der Liste der Kulturdenkmäler in Waldlaubersheim sind alle Kulturdenkmäler der rheinland-pfälzischen Ortsgemeinde Waldlaubersheim aufgeführt. Grundlage ist die Denkmalliste des Landes Rheinland-Pfalz (Stand: 2. August 2023).

## Denkmalzonen
| Bezeichnung                       | Lage                                          | Baujahr        | Beschreibung                                                                          | Bild |
| --------------------------------- | --------------------------------------------- | -------------- | ------------------------------------------------------------------------------------- | ---- |
| Denkmalzone Jüdischer Friedhof    | nördlich des Orts; Distrikt Im Judenwald Lage | vor 1800       | vor 1800 (?) gegründetes Areal mit 22 Grabsteinen von 1860 bis 1936                   | BW   |
| Denkmalzone Vorrömische Grabhügel | westlich des Ortes; Flur Die große Heide Lage | um 800 v. Chr. | bronzezeitliche Grabhügel mit Sekundärbelegungen der Urnenfelder- und Hallstattkultur | BW   |

## Einzeldenkmäler
| Bezeichnung                         | Lage                                            | Baujahr                   | Beschreibung | Bild                           |
| ----------------------------------- | ----------------------------------------------- | ------------------------- | --- | ------------------------------ |
| Wegweiser                           | Binger Straße, Ecke Rümmelsheimer Weg Lage      | um 1820/30                | klassizistischer Sandstein-Obelisk, um 1820/30 | Fotos hochladen                |
| Wohnhaus                            | Binger Straße 13 Lage                           | 18. Jahrhundert           | barockes Fachwerkhaus mit massivem Erdgeschoss, 18. Jahrhundert                                                                                      | BW                             |
| Synagoge                            | Binger Straße, neben Nr. 16 Lage                | 1853                      | Satteldachbau aus Bruchsteinen mit Rundbogenfenstern, 1853                                                                                           | BW                             |
| Evangelische Martinskirche          | Binger Straße 17 Lage                           | Ende des 13. Jahrhunderts | romanischer Chorturm, Ende des 13. Jahrhunderts, gotischer Spitzhelm, netzgewölbte Anbauten, zweite Hälfte des 15. Jahrhunderts, neuromanischer Saal | weitere Bilder Fotos hochladen |
| Kriegerdenkmal                      | Binger Straße, bei Nr. 17 auf dem Kirchhof Lage |                           | Kriegerdenkmal 1914/18, nach 1945 ergänzt | Fotos hochladen                |
| Wohnhaus                            | Binger Straße 20 Lage                           | 18. Jahrhundert           | barockes Fachwerkhaus mit massivem Erdgeschoss, 18. Jahrhundert                                                                                      | BW                             |
| Hofanlage                           | Genheimer Straße 7 Lage                         | spätes 19. Jahrhundert    | Vierseithof; spätklassizistischer Backsteinbau, spätes 19. Jahrhundert                                                                               | BW                             |
| Wohnhaus                            | Genheimer Straße 11 Lage                        | 1742                      | barockes Fachwerkhaus, teilweise massiv, bezeichnet 1742                                                                                             | BW                             |
| Hofanlage                           | Genheimer Straße 15 Lage                        | 18. und 19. Jahrhundert   | Hofanlage, 18. und 19. Jahrhundert; winkelförmiges barockes Fachwerkhaus, teilweise massiv                                                           | BW                             |
| Amtshaus der Herren von Schonenburg | Im Schlosshof 1/3 Lage                          | 1584                      | spätgotisch geprägter Massivbau, Treppenturm, Renaissanceportal, bezeichnet 1616, Hoftorbogen bezeichnet 1584                                        | BW                             |
| Wohnhaus                            | Im Schlosshof 2 Lage                            | um 1890                   | anspruchsvoller spätklassizistisch-gotisierender Walmdachbau, um 1890                                                                                | BW                             |
| Alte Schule                         | Viktoriaplatz 1 Lage                            | 1833/34                   | ehemalige Schule, jetzt Gemeindehaus; klassizistischer Zweiflügelbau, 1833/34, Umbau 1928/29                                                         | BW                             |
| Wohnhaus                            | Windesheimer Straße 8 Lage                      | um 1850                   | spätklassizistisches Wohnhaus mit Kniestock, um 1850, Kelterhaus nach 1890                                                                           | BW                             |
| Evangelisches Pfarrhaus             | Windesheimer Straße 17 Lage                     | 1834                      | spätklassizistischer Putzbau mit Kniestock, bezeichnet 1834                                                                                          | BW                             |